# جان کارتر کش
جان کارتر کش (انگلیسی: John Carter Cash؛ زادهٔ ۳ مارس ۱۹۷۰) یک موسیقی‌دان اهل ایالات متحده آمریکا است. وی از سال ۱۹۸۵ میلادی تاکنون مشغول فعالیت بوده‌است و همچنین فرزند جانی کش خواننده مطرح سبک کانتری و جون کارتر می باشد.